# Paul Davis (football, 1961)
Pour les articles homonymes, voir Paul Davis et Davis.
Paul Davis, né le 9 décembre 1961 à Dulwich, Londres (Royaume-Uni), est un footballeur anglais, évoluant au poste de milieu de terrain. Au cours de sa carrière, il évolue à Arsenal, à Stabæk et à Brentford ainsi qu'en équipe d'Angleterre espoirs.
Davis marque deux buts lors de ses onze sélections avec l'Équipe d'Angleterre espoirs entre 1982 et 1988.

## Carrière de joueur
- 1978-1995 : Arsenal
- 1995 : Stabæk
- 1995-1996 : Brentford  [1]

## Palmarès

### Avec Arsenal
- Vainqueur de la coupe d'Europe des vainqueurs de coupe en 1994
- Vainqueur du championnat d'Angleterre en 1989 et 1991
- Vainqueur de la coupe d'Angleterre en 1993
- Vainqueur de la coupe de la Ligue anglaise en 1987 et 1993
- Vainqueur du Charity Shield en 1991